# Bohunicien
Objets typiques
Industrie lithique à base de silex (lamelles et pointes levallois)
Le Bohunicien est une culture archéologique basée principalement sur la reconnaissance d'industrie de pierres taillées datant du tout début du Paléolithique supérieur et dont les porteurs vivaient dans les territoires de la Moravie du sud il y a environ 48 000 à 38 000 ans calibrés avant le présent (cal AP). Cette culture tire son nom du quartier de Brno-Bohunice dans le sud-est de la République tchèque, elle a été identifiée en Moravie, Slovaquie et Hongrie.
Cette culture est dite de « transition » pour plusieurs raisons concordantes :
1. Elle se situe à l'interface chronologique entre Paléolithique moyen et Paléolithique supérieur en Europe, ce dernier ne commençant que vers 45 000 ans cal AP.
2. L'identité de ses protagonistes est controversée car à ce jour aucun ossement humain n'y a été retrouvé : il peut donc s'agir d'Homo sapiens et/ou de Néandertal
3. Elle utilise une technique de taille mélangeant Moustérien et débitage laminaire, elle se caractérise ainsi par des lames et des pointes Levallois typiques non retouchées essentiellement laminaires.

La plupart des chercheurs classent cette culture dans le Paléolithique supérieur, l'une des toutes premières en Europe vers 45 000 ans cal AP avec l'Uluzzien en Italie-Grèce et les grottes Bacho Kiro et Kozarnika en Bulgarie. Certains chercheurs comme Jean-Jacques Hublin utilisent le terme « Paléolithique supérieur initial » pour qualifier cette période et ces cultures : le Paléolithique supérieur initial apparaitrait vers 48 000 ans cal AP d'abord dans les Balkans, puis durerait 8 000 à 9 000 ans jusqu'à l'apparition de l'Aurignacien vers 39 000 ans cal AP.

## Historique
Le Bohunicien a été nommé d'après le quartier de Brno-Bohunice en République tchèque. Les sites de références sont ce site de Bohunice et le site de Stránská skála (en) III, toujours en Tchéquie. Le Bohunicien est identifié au sens strict en Moravie et dans la Plaine de Pannonie, mais certains auteurs lui donnent une extension plus large vers l'est, jusqu'en Ukraine.
D'abord datée de 40 000 à 36 000 ans AP,, sa chronologie est en train d'être réévaluée vers une période plus ancienne de 48 000 à 38 000 ans cal AP.

## Caractéristiques

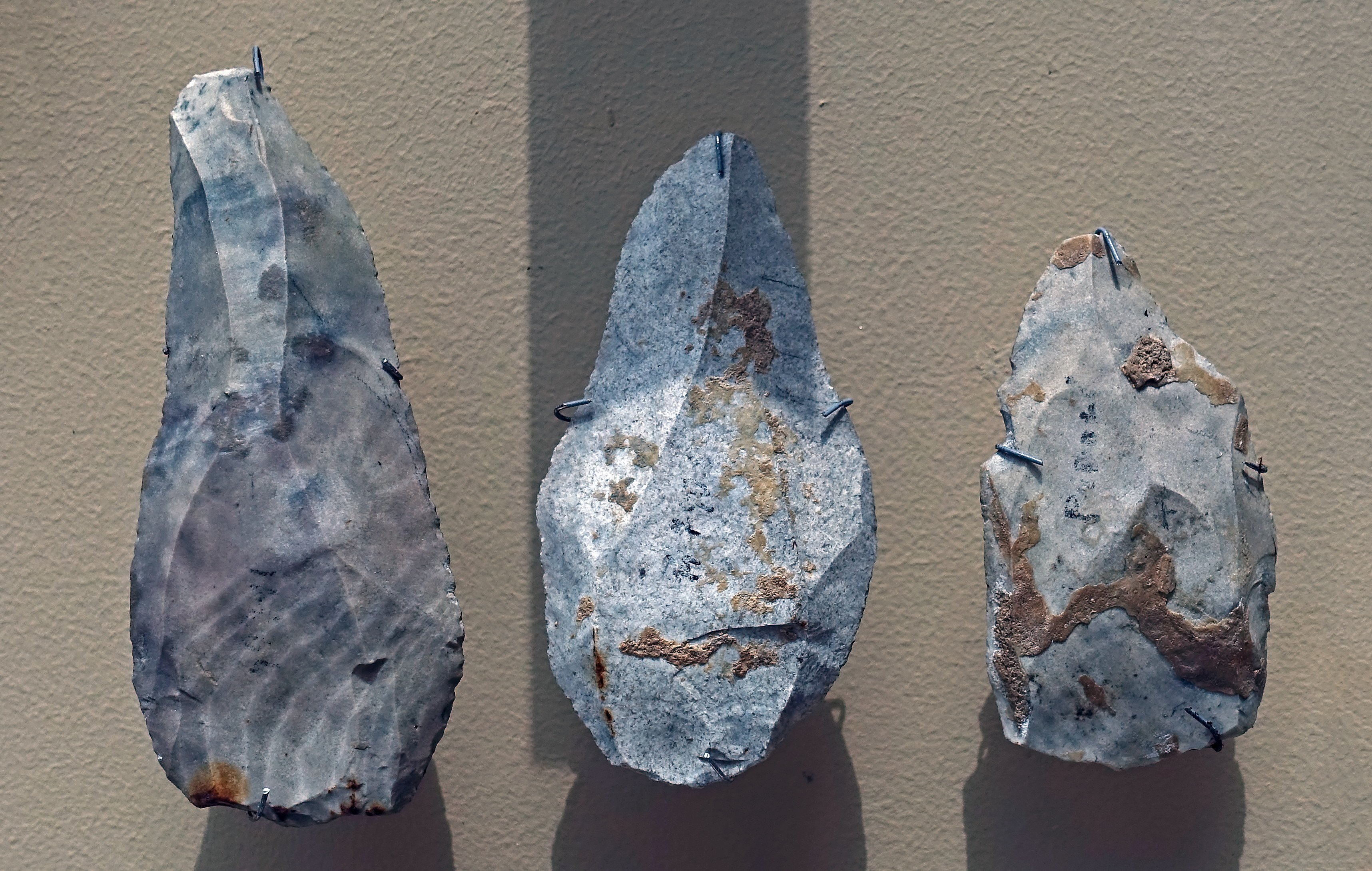
Pointes Levallois avec fines retouches sur les bords, obtenue après un débitage Levallois laminaire. Site bohunicien de Podoli en Moravie.

- Débitage laminaire suivi d'un débitage Levallois sur le même bloc préparé[5] : l'enlèvement d'éclats successifs sur le bloc visent préparer un plan de frappe, plusieurs lames sont alors débitées en série (parallèles entre elles) suivant un plan perpendiculaire au plan de frappe. Le reste du nucléus faire alors l'objet d'un ou plusieurs débitage levallois en vue d'obtenir des pointes Levallois finement retouchées[5].
- Présence de lames, mais pas de lamelles (comme pour l'Aurignacien)
- Retouches des éclats, des lames et des pointes
- Présence de grattoirs et de quelques racloirs
- Bifaces, pointes foliacées bifaciales

Les pointes Levallois et les lames bohuniciennes sont allongées, plus que les pointes Levallois moustériennes ou micoquiennes du Paléolithique moyen. Ainsi, l'outillage lithique du Bohunicien montre des ressemblances avec l'Émirien et l'Ahmarien situés au Proche-Orient (qui présentent aussi un allongement des pointes Levallois et des lames).

## Répartition géographique
L'extension géographique de la culture bohunicienne est difficile à visualiser en raison de nombreuses cultures qui semblent se chevaucher dans la région, et aussi l'absence de stratigraphie rigoureuse sur plusieurs sites. Ainsi on dénombre cinq autres cultures contemporaines potentielles :
- Moustérien du Paléolithique moyen,
- Micoquien (Keilmesser Gruppe) du Paléolithique moyen,
- Szélétien en Moravie et au sud-est, aussi une industrie de transition du Paléolithique supérieur,
- Jerzmanowicien au nord, aussi une industrie de transition du Paléolithique supérieur,
- Protoaurignacien et Aurignacien ancien le long du corridor danubien, cultures du Paléolithique supérieur.

### Sites importants

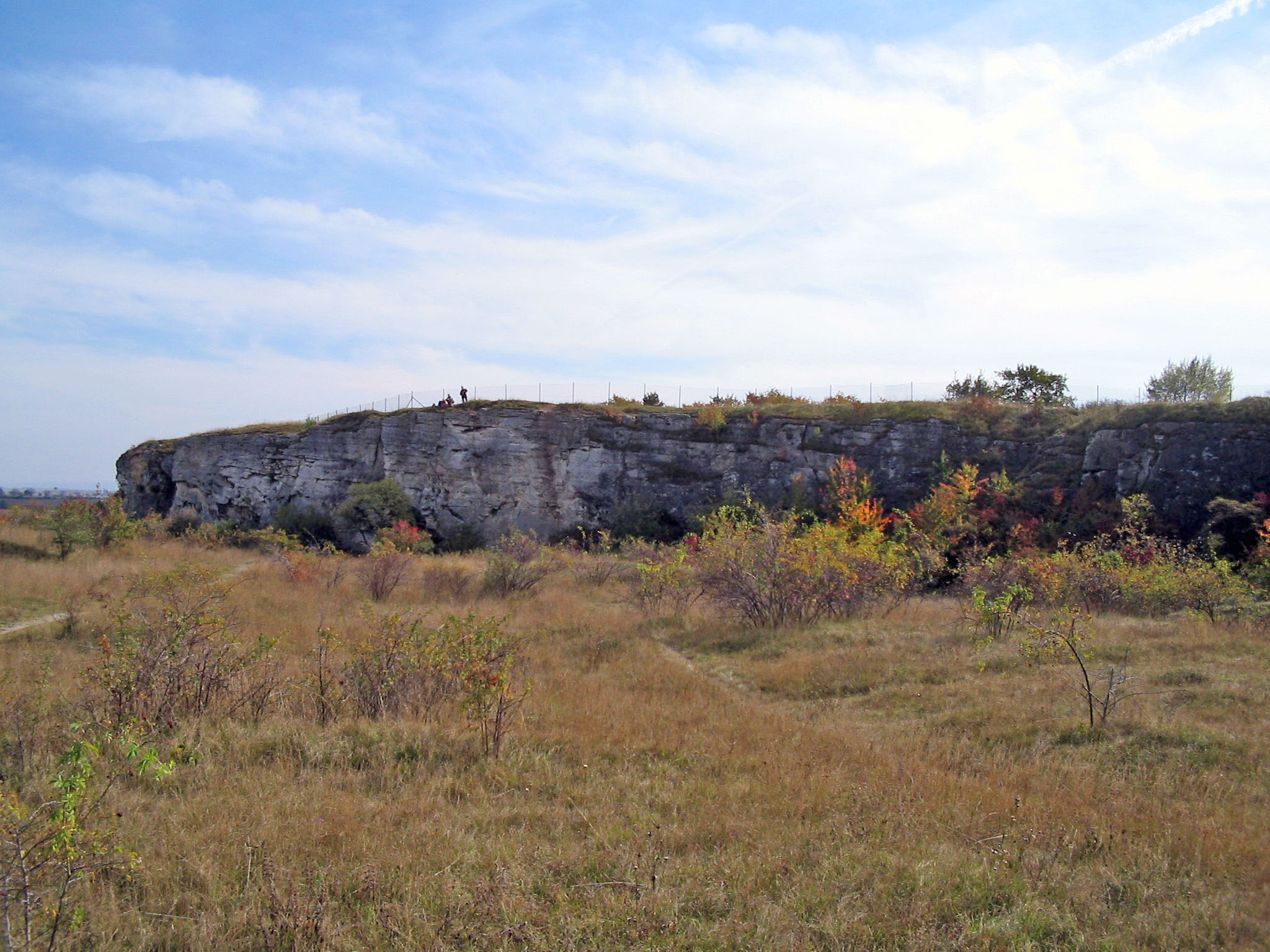
Site de Stránská skála à l'est de Brno.

Liste étendue des principaux sites bohuniciens :
- Moravie :
  - Brno-Bohunice
  - Stránská skála (en)
  - Tvarožná
  - Líšeň
  - Podolí I
  - Ořechov IV
- Hradsko à Mšeno en Bohême, Tchéquie
- Dzierzyslaw vers Opole au sud de la Pologne
- Piekary IIa vers Cracovie en Pologne
- Grotte de Stajnia près de Częstochowa en Pologne
- Nižný Hrabovec[3], Slovaquie
- Kulychivka à Kremenets en Ukraine

## Datation
Les premières datations réalisées avec la méthode de la datation par le carbone 14 oscillent entre 40000 et 36000 ans calibrés avant le présent (AP). Toutefois, les datations les plus récentes, réalisées au moyen des méthodes de thermoluminescence et de spectrométrie de masse par accélérateur (AMS) appliquée au carbone 14, sont plus anciennes :
| Site           | Date               | Méthode et référence |
| -------------- | ------------------ | -------------------- |
| Brno-Bohunice  | 48 200 ± 1 900 AP  | Thermoluminescence   |
| Brno-Bohunice  | 41 350 à 38 250 AP | Carbone 14 par AMS   |
| Stránská skála | 45 600 à 40 500 AP | Carbone 14 par AMS   |